# Municipio de Polk (condado de Adair)
El municipio de Polk (en inglés: Polk Township) es un municipio ubicado en el condado de Adair en el estado estadounidense de Misuri. En el año 2010 tenía una población de 639 habitantes y una densidad poblacional de 8,23 personas por km².

## Geografía
El municipio de Polk se encuentra ubicado en las coordenadas 40°18′24″N 92°35′11″O / 40.30667, -92.58639. Según la Oficina del Censo de los Estados Unidos, el municipio tiene una superficie total de 77.6 km², de la cual 75,86 km² corresponden a tierra firme y (2,24 %) 1,74 km² es agua.

## Demografía
Según el censo de 2010, había 639 personas residiendo en el municipio de Polk. La densidad de población era de 8,23 hab./km². De los 639 habitantes, el municipio de Polk estaba compuesto por el 99,53 % blancos, el 0,47 % eran asiáticos. Del total de la población el 0,16 % eran hispanos o latinos de cualquier raza.